# نولینور اوییشن
نولینور اوییشن (به انگلیسی: Nolinor Aviation) یک شرکت هواپیمایی است که در ۱۹۹۲ میلادی تأسیس شده‌است. دفتر مرکزی نولینور اوییشن در مونترآل، استان کبک، کانادا واقع شده‌است و قطب این شرکت هواپیمایی در فرودگاه بین‌المللی مونترآل-میرابل قرار دارد.